# オトメエイ
オトメエイ（Maculabatis gerrardi）は、アカエイ科オトメエイ属に属するエイの一種である。
インド太平洋に分布し、ペルシア湾から台湾、インドネシア、フィリピンまで広く見られる。沿岸や河口に生息する。
1851年にジョン・エドワード・グレイによって記載された。種小名は、大英博物館の剥製師としてグレイの軟骨魚類研究を支えたEdward Gerrardへの献名である。